# La Cité sous la mer
Pour les articles homonymes, voir La Cité sous la mer (film, 1965) et La Cité sous la mer (téléfilm, 1971).
Pour plus de détails, voir Fiche technique et Distribution.
La Cité sous la mer (City Beneath the Sea) est un film américain réalisé par Budd Boetticher en 1953.

## Synopsis
Les plongeurs Brad et Tony arrivent en Jamaïque pour tenter de récupérer la cargaison du Lady Luck, qui a coulé avec son équipage et un million de dollars en or. Ils affrètent un bateau, American Beauty, skippé par la très attrayante Terry McBride, mais ils ne peuvent trouver le navire. Des bandits convoitent le trésor.

## Fiche technique
- Titre original : City Beneath the Sea
- Titre français : La Cité sous la mer
- Réalisation : Budd Boetticher
- Scénario : Jack Harvey et Ramon Romero, inspiré du livre Port Royal. Le fantôme de la cité sous la mer (I Dive for Treasure), écrit par Harry E. Rieseberg
- Direction artistique : Alexander Golitzen et Emrich Nicholson
- Décors : Russell A. Gausman et Joseph Kish
- Costumes : Rosemary Odell
- Photographie : Charles P. Boyle
- Son : Leslie I. Carey et Robert Pritchard
- Montage : Edward Curtiss, ACE
- Musique : Joseph Gershenson
- Numéros musicaux : Hal Belfer
- Production : Albert J. Cohen
- Société de production : Universal International Pictures
- Société de distribution : Universal Pictures
- Pays d’origine :  États-Unis
- Langue originale : anglais
- Format : couleur (Technicolor) — 35 mm — 1,37:1 — son Mono (Western Electric Recording)
- Conseiller Technicolor : William Fritzsche
- Genre : Aventures
- Effets spéciaux : David Horsley
- Durée : 83 minutes
- Date de sortie :
  - États-Unis : 11 mars 1953

## Distribution
- Robert Ryan (VF : Jacques Erwin) : Brad Carlton
- Mala Powers (VF : Lily Baron) : Terry
- Anthony Quinn (VF : Jean Clarieux) : Tony Bartlett
- Suzan Ball (VF : Nelly Benedetti) : Venita
- George Mathews (VF : Serge Nadaud) : Capitaine Meade / Ralph (Rolf en VF) Sorensen
- Karel Stepanek : Dwight Trevor
- Hilo Hattie : Mama Mary
- Lalo Rios (VF : Ky Duyen) : Calypso
- Woody Strode (VF : Georges Aminel) : Djion
- John Warburton (VF : Lucien Bryonne) : Capitaine Clive
- Peter Mamakos : Mendoza
- Barbara Morrison : Mrs. Cecile
- LeRoi Antoine : chanteur de Calypso
- Leon Lontoc : Kip